# Cerro Wichusiri
Cerro Wichusiri är ett berg i Bolivia.   Det ligger i departementet Oruro, i den västra delen av landet, 300 km väster om huvudstaden Sucre. Toppen på Cerro Wichusiri är 3 821 meter över havet.
Terrängen runt Cerro Wichusiri är platt åt sydost, men åt nordväst är den kuperad. Trakten runt Cerro Wichusiri är nära nog obefolkad, med mindre än två invånare per kvadratkilometer.. 
Omgivningarna runt Cerro Wichusiri är i huvudsak ett öppet busklandskap.